# Trap (canción)

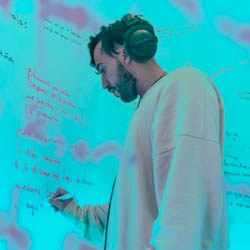
El compositor: René David Cano Ganador del Grammy Latino 2015 a Mejor Canción Urbana. Escritor de éxitos del reguetón como: - Ay Vamos(J Balvin), Sigo Extrañándote (J Balvin), Ginza(J Balvin), Borro Cassette(Maluma), Bobo(J Balvin), Mi Cama(Karol G), Trap (Shakira), Otra Vez (Zion y Lennox)

«Trap» es una canción interpretada por la cantante y compositora colombiana Shakira, incluida en su undécimo álbum de estudio, El Dorado (2017). Se publicó como el cuarto sencillo del álbum el 26 de enero de 2018, y cuenta con la colaboración de su compatriota Maluma.
Cabe señalar que esta es la tercera colaboración entre ambos artistas, ya que anteriormente habían colaborado en el remix de «La bicicleta» (con Carlos Vives), y en «Chantaje», ambos temas incluidos en El Dorado. Además, es la primera incursión de Shakira en el género Trap.

## Composición
Trap es una canción que, al igual que su título, hace referencia al género musical del mismo nombre. La canción cuenta con la aparición del colombiano Maluma que canta durante la mayor parte de la canción que Shakira y aporta unos versos de Rap. La canción también posee versos de doble sentido y habla sobre una mujer rompecorazones que decide quedarse con su amante "haciendo el amor".

## Video
Shakira y Maluma filmaron el video musical de la canción en Barcelona en marzo de 2017. Fue filmado el mismo día que la sesión de fotos del álbum de Shakira. Fue dirigido por su antiguo colaborador Jaume de Laiguana. Shakira comenzó a publicar diferentes partes del video en sus redes sociales el 23 de enero de 2018, y Maluma hizo lo mismo en sus redes sociales al día siguiente. Shakira anunció el lanzamiento del video el día antes de su lanzamiento. Finalmente fue lanzado el 26 de enero.

## Recepción
La canción tuvo buena recepción en cuanto a streaming en las plataformas digitales cuando lanzó su álbum El Dorado logrando así más de 10 Millones en YouTube y Spotify.
Cuando se lanzó el video obtuvo 7.2 millones en sus primeras 24 horas siendo así el segundo video de la era con más visitas en su primer día, fue tendencia #1 por 2 días en Youtube y ahora cuenta con 131 000 000 Millones en YouTube y 50 000 000 millones en Spotify.

## Posicionamiento
| País           | Lista                | Lista (Categoría)         | Posición más alta |
| -------------- | -------------------- | ------------------------- | ----------------- |
| Estados Unidos | Billboard            | Latin Pop Song            | #13               |
| Estados Unidos | Billboard            | Latin Digital Songs Sales | #14               |
| Estados Unidos | Billboard            | Hot Latin Songs           | #17               |
| Estados Unidos | Billboard            | Latin Rhythm Airplay      | #18               |
| Estados Unidos | Billboard            | YouTube Songs             | #21               |
| Estados Unidos | Billboard            | Latin Streaming Songs     | #22               |
| México         | Billboard            | México Airplay            | #25               |
| Estados Unidos | Billboard            | Latin Airplay             | #34               |
| Chile          | Chile Singles Charts | Top 100                   | #51               |
| Rumania        | Aiplay 100           | Top 100 Airplay           | #98               |

## Certificaciones
| País   | Organismo Certificador | Certificación | Ventas Certificadas | ref   |
| ------ | ---------------------- | ------------- | ------------------- | ----- |
| México | AMPROFON               | Platino       | + 60 000            | [ 4 ] |